# Szkarłatny kwiat (film 1952)
Szkarłatny kwiat / Piękna i Bestia – Opowieść o Karmazynowym Kwiecie / Piękna i Bestia, czyli baśń o szkarłatnym kwiecie / Zaczarowany kwiat (ros. Аленький цветочек, Alieńkij cwietoczek) – radziecki film animowany z 1952 roku w reżyserii Lwa Atamanowa będący adaptacją bajki Siergieja Aksakowa Czerwony kwiatuszek. Radziecka wersja baśni Piękna i Bestia. 

## Fabuła
Kapitan statku, Stiepan, wyrusza w podróż za siedem mórz po prezenty dla swoich trzech córek. Najstarsza córka – Natalia pragnie otrzymać koronę z brylantów, średnia córka – Luba zaczarowane lustereczko, natomiast najmłodsza córka Anastazja prosi o szkarłatny kwiat, o którym śniła ostatniej nocy. Prezenty dla starszych córek ojciec zdobywa z łatwością, ale szkarłatnego kwiatu nigdzie nie może dostać. W końcu udaje mu się go odszukać na tajemniczej wyspie, którą zamieszkuje brzydki stwór. Kapitan otrzymuje kwiat pod warunkiem przysłania jednej ze swoich córek do pałacu potwora.

## Obsada
- Nina Kraczkowska – Anastazja
- Wiktorija Iwanowa – Anastazja (śpiew)
- Michaił Astangow – potwór
- Aleksiej Batałow – książę
- Aleksiej Konsowski – potwór / książę (głos)
- Nikołaj Bogolubow – Stiepan Timofiejewicz
- Marija Babanowa – Luba
- Władimir Gribkow – Kondrat

## Animatorzy

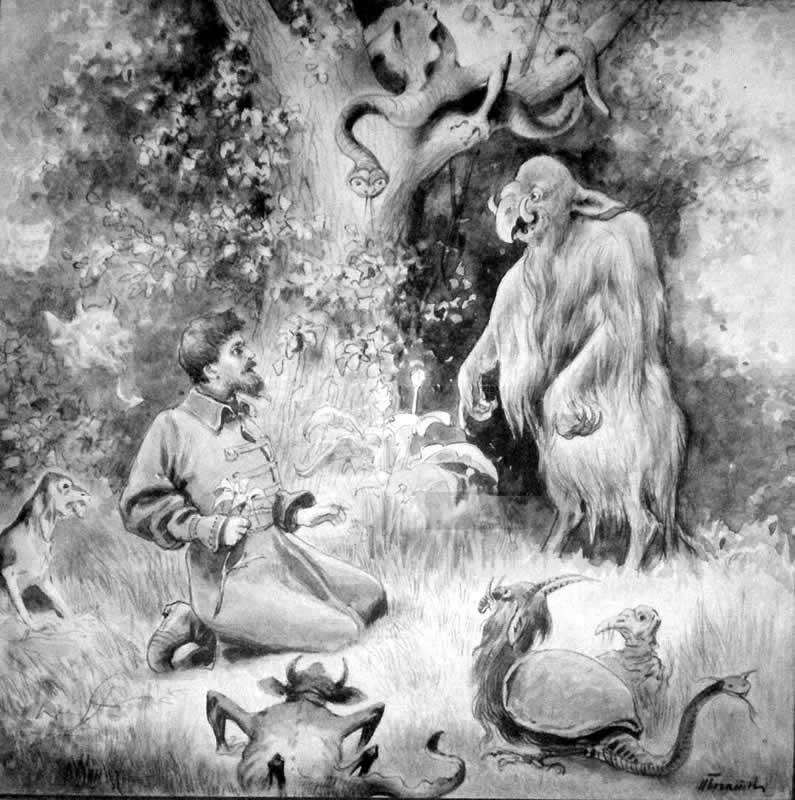
Ilustracja Nikołaja Bogatowa do bajki Czerwony kwiatuszek

- Boris Czani
- Fiodor Chitruk
- Roman Kaczanow
- Wiaczesław Kotionoczkin
- Roman Dawydow
- Boris Diożkin
- Wadim Dołgich
- Giennadij Filippow
- Tatjana Fiodorowa
- Boris Miejerowicz

## Wersja polska
W Polsce film był emitowany w TVP1 w wersji dwuczęściowej po około 20 minut pod nazwą Piękna i Bestia, czyli baśń o szkarłatnym kwiecie w serii Opowieści z mojego dzieciństwa. Serial został także wydany na kasetach VHS pod nazwą Szkarłatny kwiat w serii Bajki rosyjskie oraz w serii Bajki z mojego dzieciństwa. Pod nazwą Zaczarowany kwiat ukazał się w serii Baśniowa kraina. Został też wydany na DVD pod nazwą Piękna i Bestia – Opowieść o Karmazynowym Kwiecie w serii Michaił Barysznikow – bajki z mojego dzieciństwa.

### Wersja VHS
Istnieje kilka wersji. 
Wersja wydana na kasetach VHS w serii Bajki rosyjskie: Szkarłatny kwiat (odcinek 34)
Realizacja: Telewizyjne Studia Dźwięku – Warszawa

Reżyseria: Stanisław Pieniak

Dialogi: Stanisława Dziedziczak

Teksty piosenek i wierszy: Andrzej Brzeski

Opracowanie muzyczne:
- Janusz Tylman,
- Eugeniusz Majchrzak

Dźwięk:
- Robert Mościcki,
- Jan Jakub Milęcki

Montaż: Jolanta Nowaczewska

Kierownictwo produkcji: Krystyna Dynarowska

W wersji polskiej udział wzięli:
- Dorota Lanton – Anastazja
- Jarosław Boberek –
  - potwór / książę,
  - przewoźnik,
  - handlarze
- Ryszard Olesiński – Stiepan Timofiejewicz
- Małgorzata Sadowska – Luba
- Beata Jankowska –
  - Natalia,
  - przekupki
- Paweł Szczesny –
  - Kondrat,
  - wielki bojar
- Jacek Bończyk –
  - chudy bojar,
  - handlarze
- Wojciech Paszkowski – handlarze
- Jacek Laszczkowski – wokal

Lektor: Jacek Bończyk
Wersja wydana w serii Bajki z mojego dzieciństwa. Dystrybucja: Demel.
Wersja wydana pod nazwą Zaczarowany kwiat w serii Baśniowa kraina

### Wersja DVD
Wersja wydana na DVD w serii: Michaił Barysznikow – bajki z mojego dzieciństwa: Piękna i Bestia – Opowieść o Karmazynowym Kwiecie (odcinek 10)
- W wersji polskiej udział wzięli: Hanna Kinder-Kiss i Adam Wnuczko
- Tłumaczenie: Maciej Rosłoń